# USS Oriskany (CV-34)
«Оріскані» (англ. USS Oriskany (CV-34)) — важкий ударний авіаносець США періоду Другої світової війни типу «Ессекс», довгопалубний підтип. Свою назву отримав на честь битви при Оріскані у 1777 році під час Війни за незалежність.
Назва «Оріскані» початково призначалась для авіаносця CV-18, але 26 вересня 1942 року він перейменований на «Уосп», на честь однойменного корабля, який загинув 15 вересня 1942 року.

## Історія створення

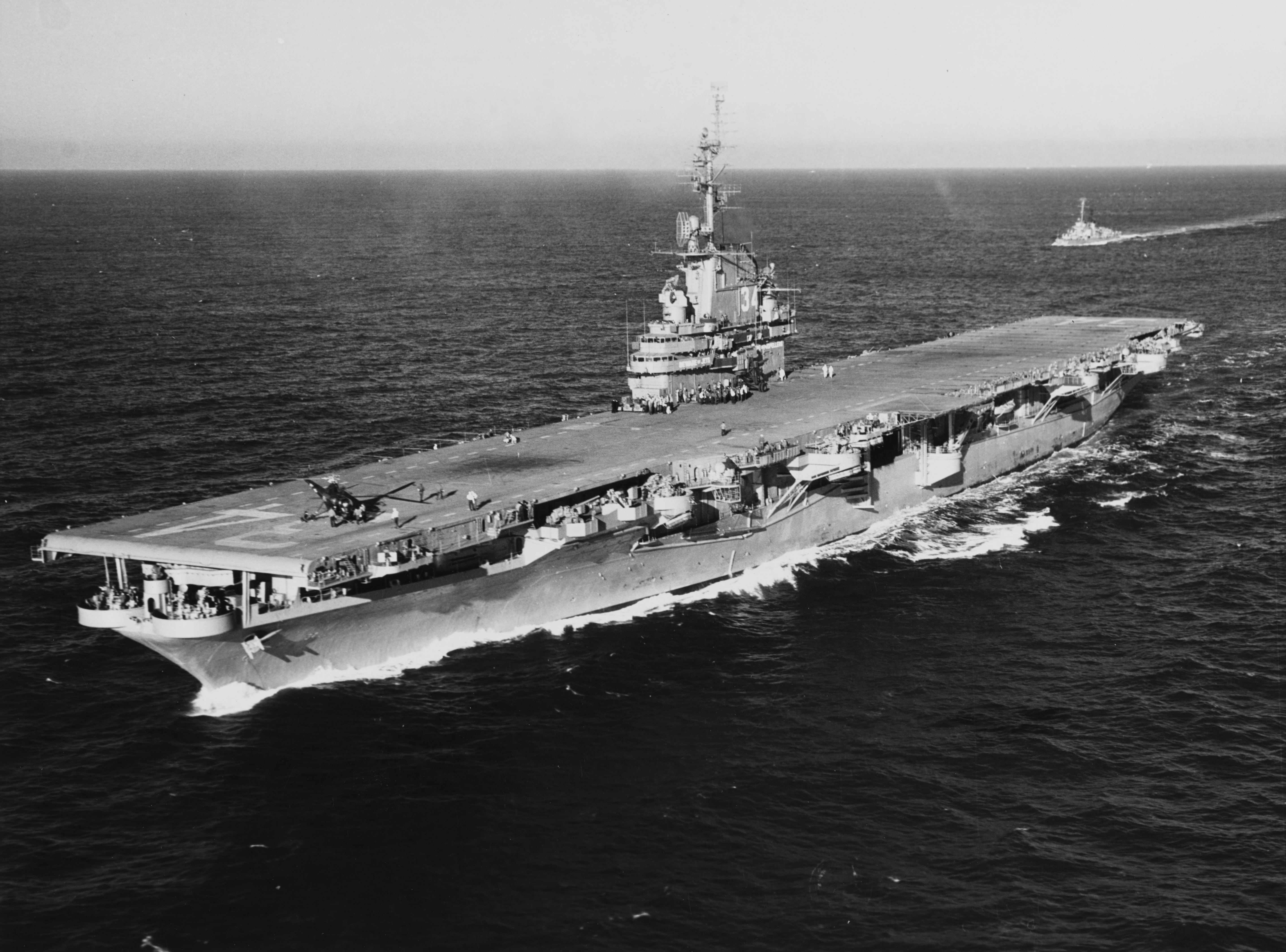
Авіаносець «Оріскані» після вступу у стрій, 1950 рік

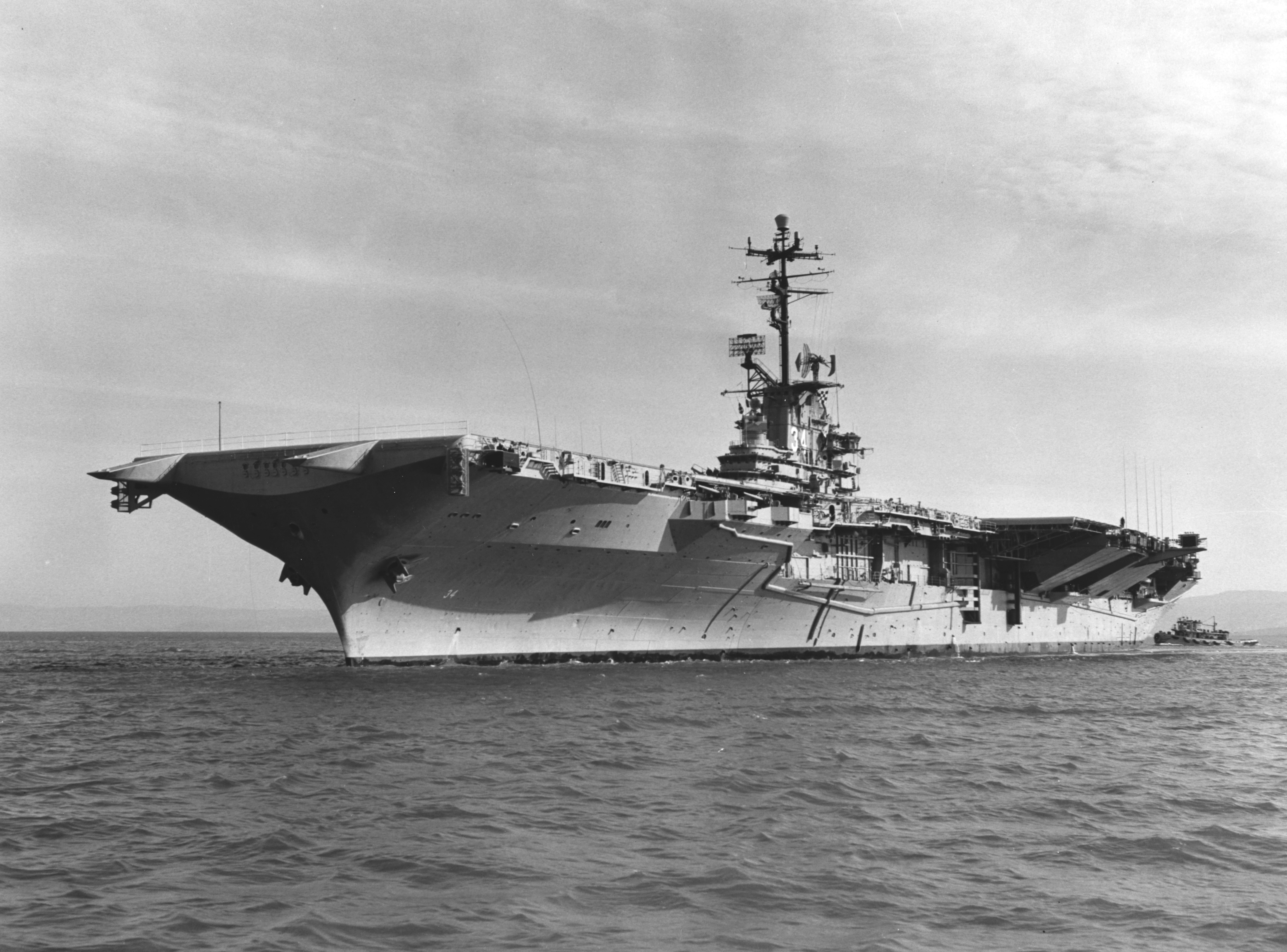
Авіаносець «Оріскані» після модернізації за програмою SCB-125A, 1959 рік

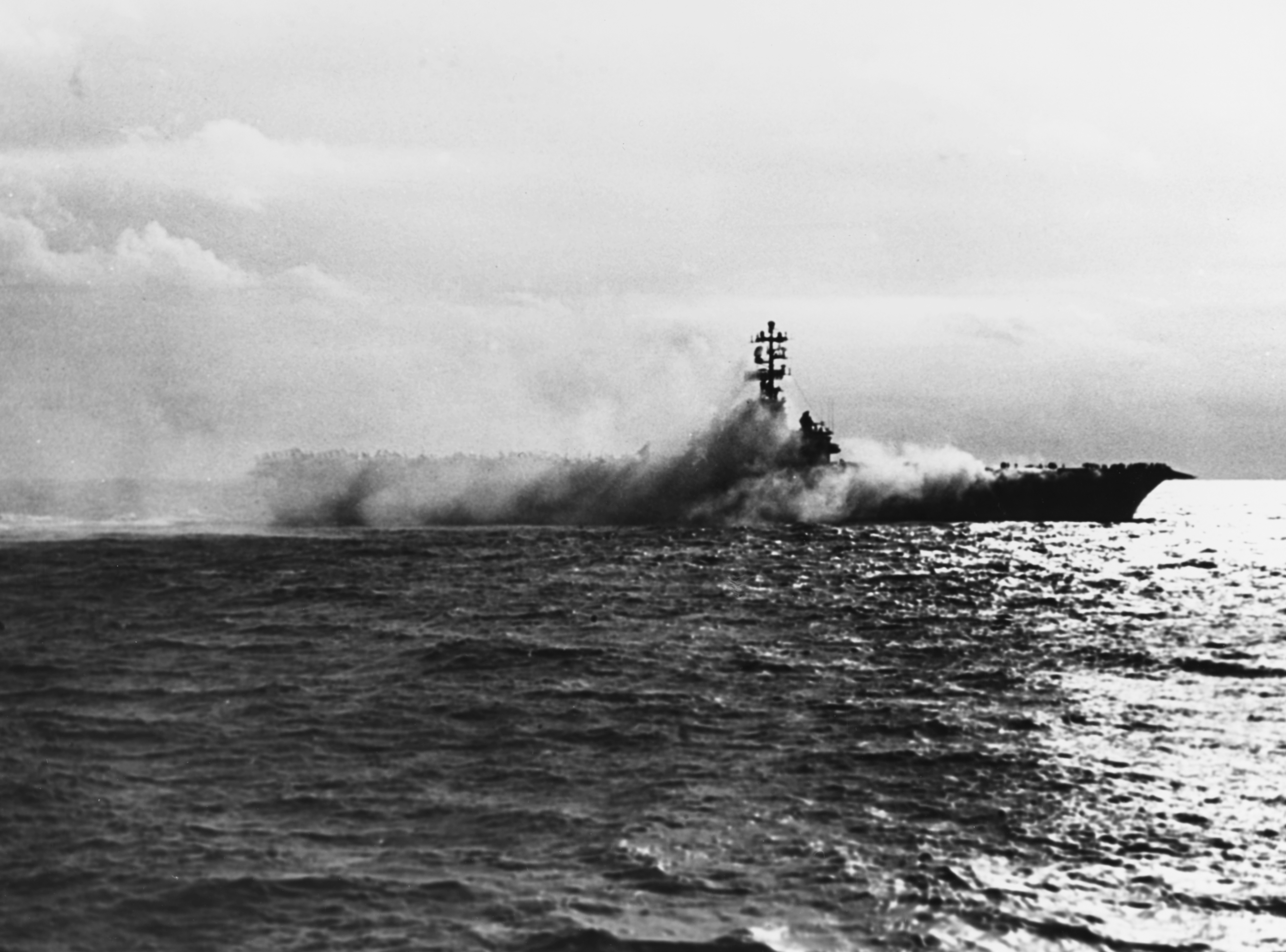
Пожежа на «Оріскані» 26 жовтня 1966 року

Авіаносець «Оріскані» був закладений 1 травня 1944 року на верфі флоту у Нью-Йорку. Спущений на воду 13 жовтня 1945 року. У 1947 році будівництво корабля, який був у 85% готовності, було припинене. Було вирішено модернізувати проєкт, щоб корабель міг приймати нові реактивні літаки. Частина вже встановлених конструкцій була демонтована (при цьому стан готовності знизився до 60 %), і авіаносець був добудований за проєктом SCB-27A. «Оріскані» та інші модернізовані кораблі настільки відрізнявся від початкового проєкту, що їх почали називати авіаносцями типу «Оріскані».

## Історія служби
«Оріскані» вступив у стрій 25 вересня 1950 року. Авіаносець увійшов до складу 6-го флоту та здійснив похід у Середземне море.
Брав участь в Корейській війні (15.09.1952-18.05.1953), завдаючи бомбових ударів по позиціях північнокорейських військ. 18 листопада літаки з «Оріскані» збили 2 МіГ-15 та пошкодили третій.
1 жовтня 1952 року «Оріскані» був перекласифікований в ударний авіаносець CVA-34.
В березні 1954 року авіаносець отримав незначні пошкодження внаслідок пожежі, яка виникла після аварійної посадки реактивного літака.
Протягом 1957-1959 років авіаносець пройшов модернізацію за програмою SCB-125A, під час якої отримав кутову палубу, нові потужніші катапульти та нове радіотехнічне обладнання.
Корабель знову був введений у стрій 25 травня 1959 року.

### Війна у В'єтнамі
«Оріскані» брав активну участь у війні у В'єтнамі. Всього авіаносець здійснив 10 походів до берегів В'єтнаму:
- 1 серпня 1963 року — 10 березня 1964 року;
- 5 квітня — 16 грудня 1965 року;
- 26 травня — 16 листопада 1966 року;
- 16 червня 1967 року — 31 січня 1968 року;
- 14 квітня — 17 листопада 1969 року;
- 14 травня — 10 грудня 1970 року;
- 14 травня — 18 грудня 1971 року;
- 5 червня 1972 року — 30 березня 1973 року;
- 18 жовтня 1973 року — 5 червня 1974 року;
- 16 вересня 1975 року — 3 березня 1976 року.

16 вересня 1966 року врятував 44 чоловік з британського судна «Аугуст Мун», яке зазнало аварії поблизу о. Пратас.
26 жовтня 1966 року «Оріскані» був сильно пошкоджений внаслідок пожежі, яка охопила ангарну палубу, 44 людини загинуло.. Авіаносець вирушив для ремонту в Субік-Бей, Філіппіни.
Після ремонту «Оріскані» знову повернувся до берегів В'єтнаму.
30 червня 1975 року авіаносцю повернули індекс CV-34.

### Завершення служби
30 вересня 1976 року «Оріскані» був виведений в резерв. 20 вересня 1979 року законсервований. 27 липня 1989 року виключений зі списків флоту. 
Корабель двічі (26.01.1993 та 29.09.1995) продавався на злам, проте в обох випадках флот розривав контракт.
Врешті-решт, корабель був затоплений у 2006 році, щоб сформувати штучний риф поблизу узбережжя Пенсаколи у Флориді. Авіаносець став найбільшим плавучим об'єктом, що коли-небудь був навмисно затоплений людиною. 
Сама операція була складною інженерною задачею. За спеціально розробленим планом на авіаносці розмістили близько 230 кг вибухової речовини C4, щоб корабель рівно ліг на дно, та був орієнтований з півночі на південь. Корабель тонув 37 хвилин.
Зараз корпус корабля знаходиться на глибині 60 метрів, його можуть відвідати досвідчені дайвери.

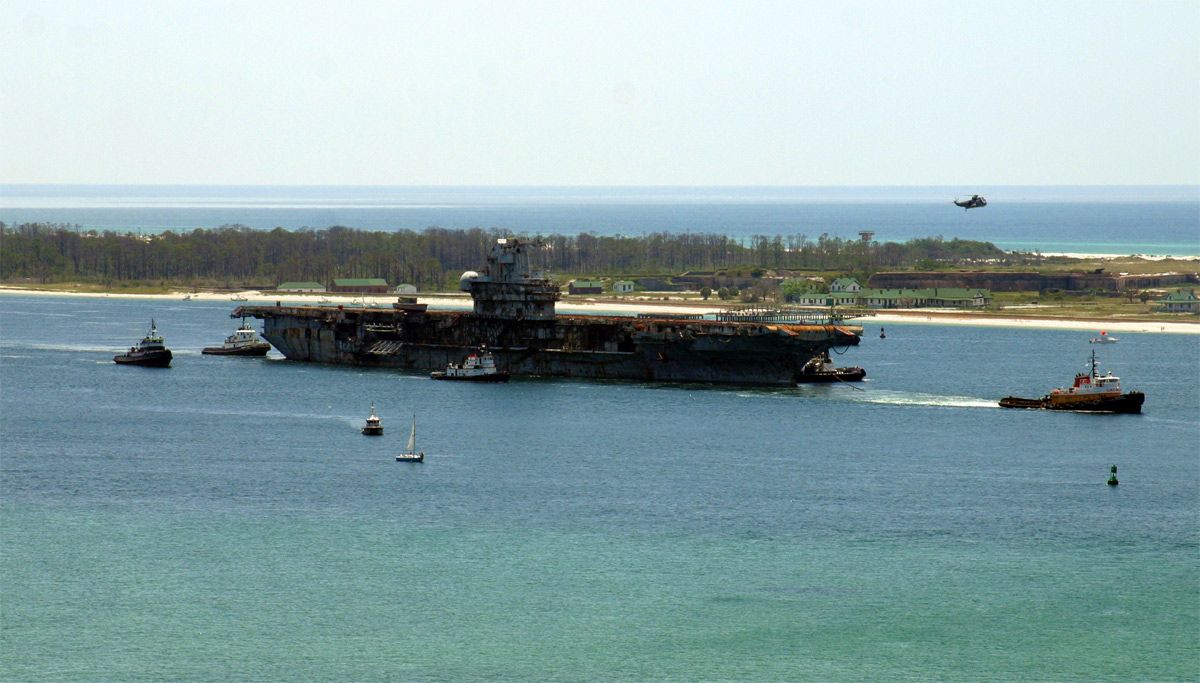
«Оріскані» вирушає в своє останнє плавання
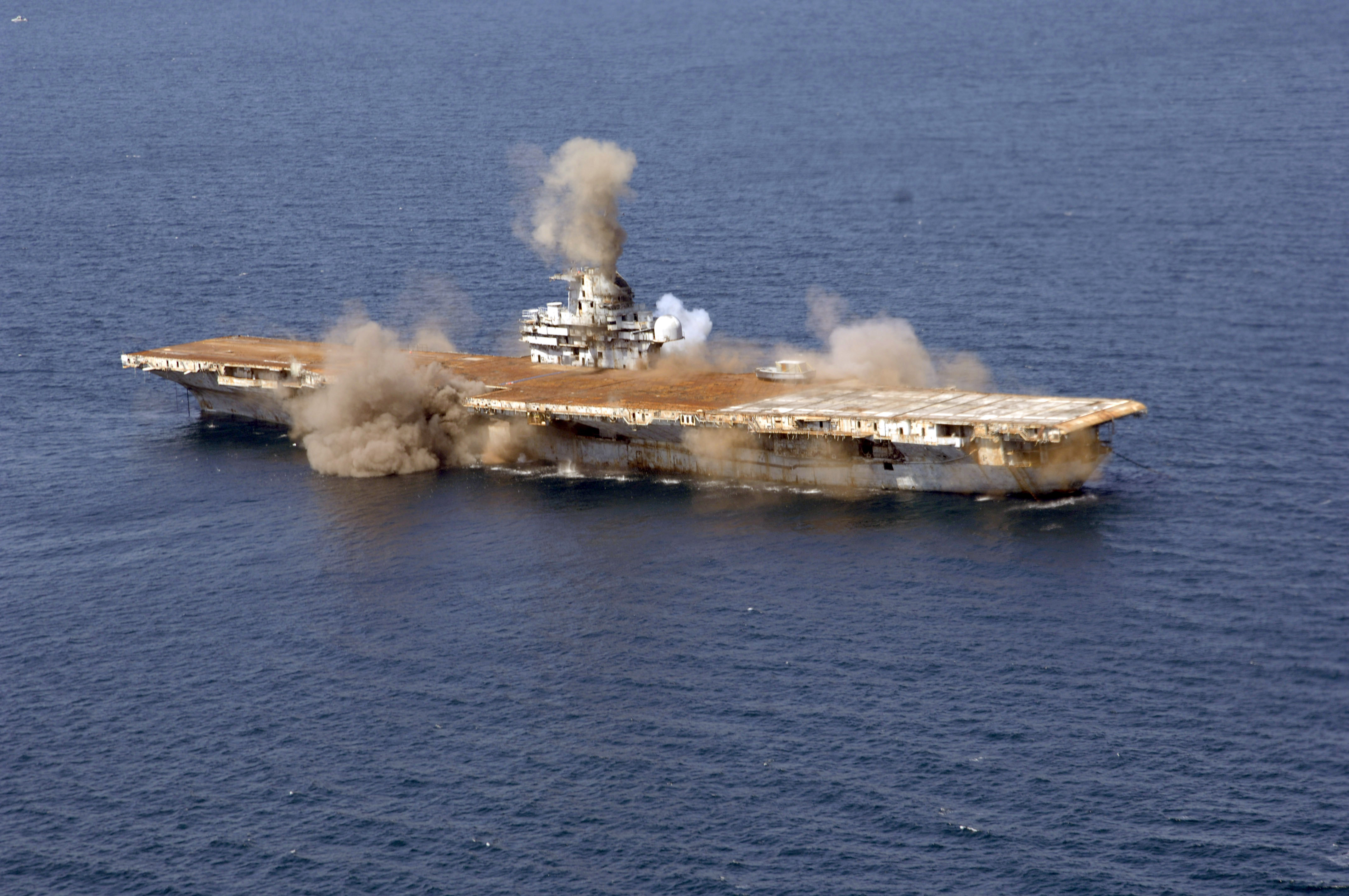
Вибухи на борту «Оріскані»
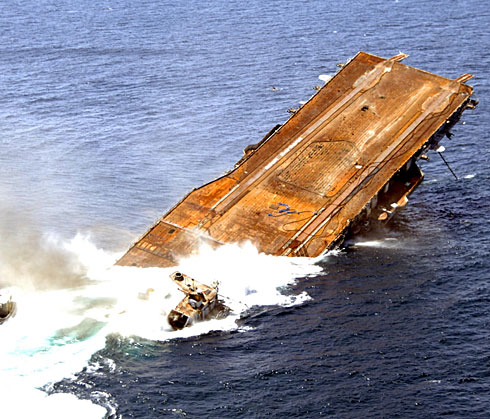
«Оріскані» тоне
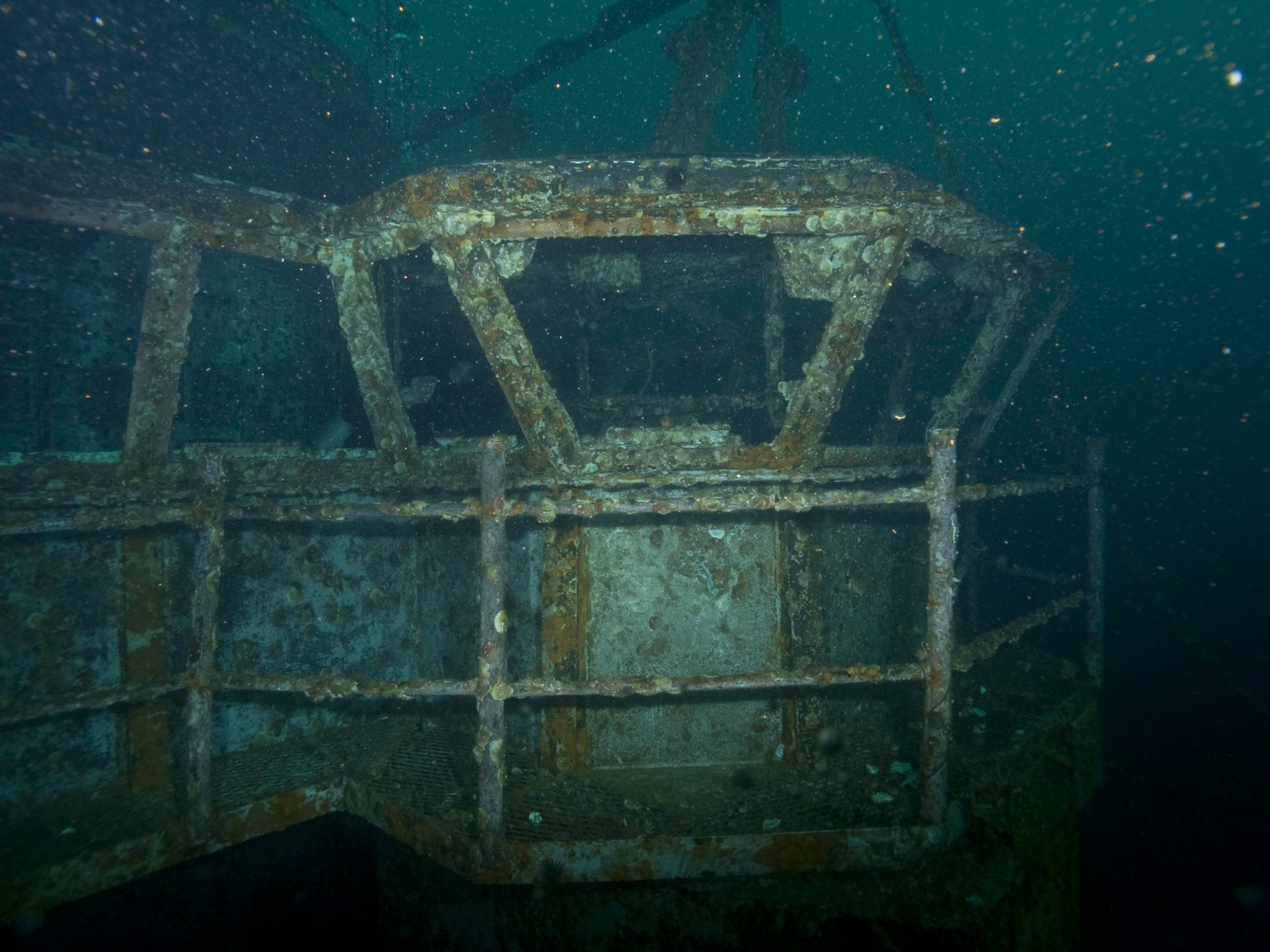
«Оріскані» під водою, 2008 рік

## У популярній культурі
У 1954 році «Оріскані» був знятий у фільмі «Мости в Токо-Рі» (англ. The Bridges at Toko-Ri) студії Paramount Pictures, де він зіграв роль авіаносця «Саво Айленд», який у цей час перебував на консервації.